# 曽田光星
曽田 光星（そだ みほ、1984年12月12日 - ）は、日本の元女性声優。エイベックス・プランニング&デベロップメントに所属していた。

## 概要・経歴・人物
- 2005年、テレビアニメ『SPEED GRAPHER』のヒロイン・天王洲神楽役を決める一般公募オーディションにて第1次・第2次審査をクリア、曽田及び仲井絵里香（現：大橋歩夕）・池田沙耶香・藤田咲子（現：藤田咲）・宮崎羽衣・小滝いづみ・樹元オリエ・齊藤智美・齋藤圭（現：真堂圭）・井口裕香の計10名での同作品の公式サイト上での最終選考に挑むも、齋藤圭の採用という結果に終わる（一般投票での曽田の得票数は1514票で第4位）。
- Webラジオの『G.S.Station』にて、江里夏・浅倉杏美とユニット「MEA:*」（メアコロン）を組んでいたが、声優界を卒業すると共にユニットからも脱退している[3][4]。
- 誕生日のパーティーにて司会を担当したりと、同事務所の茅原実里とは仲が良い。
- アヒルを飼っているという。
- 2007年7月、心理療法の道に進むとして声優界を引退した[3]。

## 出演作品

### テレビアニメ
2006年
- げんきげんきノンタン（テンテン）
- 彩雲国物語（柳晋）

### ゲーム
- étude prologue 〜揺れ動く心のかたち〜（藤乃梓）

### ラジオ
- G.S.Station（パーソナリティ） - Webラジオ